# الاسلوم (القفر)

تعديل مصدري - تعديل

الاسلوم محلة تابعة لقرية السوفعي، التابعة لعزلة بني مسلم بمديرية القفر إحدى مديريات محافظة إب في الجمهورية اليمنية، بلغ تعداد سكانها 67 حسب تعداد اليمن لعام 2004.